# Omnitah
 (novembre 2018).
Omnitah Schwark (née le 23 janvier 1975 à Ängelholm, en Suède) est une chanteuse, musicienne, compositrice et productrice germano-suédoise.

## Biographie
Omnitah, qui grandit en Suède et en Allemagne, est issu d'une famille de musiciens hongrois : son père est professeur de violon, sa mère pianiste de concert. Elle commence à jouer du violon et du piano à l'âge de trois ans et remporte des prix de compétition dès son plus jeune âge. À 17 ans déjà, elle étudie en tant qu'auditrice extraordinaire de 1992 à 1997 au Mozarteum de Salzbourg. Elle parle couramment le hongrois, l'allemand, l'anglais et le suédois. De 1995 à 1996, elle travaille comme mannequin à l’agence de mannequins Magic Models à Salzbourg.
Elle travaille comme chanteuse de studio à partir de 2000. Omnitah est sous contrat entre 1999 et 2000 avec Jack White. De 2004 à 2009, elle suit des cours de théâtre avec Thomas Busse et est, de 2007 à 2009, membre du groupe de théâtre d'improvisation "Gamocks".
De 1995 à 2003, elle est l'épouse un musicien hongrois avec lequel elle construit son premier studio (Om's Little Studio) à Munich, fonde le label must-music (aujourd'hui disparu) et apprend à arranger. En 2009, Omnitah célèbre son 30e anniversaire sur scène.[Information douteuse]
En 20 ans, Omnitah a composé environ 300 titres. Depuis 2000, elle produit et publie neuf albums solo en tant qu'auteur-compositeur interprète, donnant environ 700 concerts en Allemagne, aux Pays-Bas, au Luxembourg, en Belgique, en Autriche et en Suisse. Elle travaille dans de nombreuses autres productions comme les films et séries télévisées[Lesquelles ?], notamment pour Walt Disney[précision nécessaire].

## Source de la traduction
- (de) Cet article est partiellement ou en totalité issu de l’article de Wikipédia en allemand intitulé « Omnitah » (voir la liste des auteurs).